# Vasteville
Vasteville (Aussprache: Vâteville ohne s) ist eine Ortschaft und eine ehemalige französische Gemeinde mit 1.220 Einwohnern (Stand: 1. Januar 2022) im Département Manche in der Region Normandie. Sie gehörte zum Arrondissement Cherbourg und zum Kanton La Hague.
Mit Wirkung vom 1. Januar 2017 wurde die bisherige Gemeinde Vasteville mit den übrigen 18 Gemeinden der ehemaligen Communauté de communes de la Hague zu einer Commune nouvelle mit dem Namen La Hague zusammengeschlossen und verfügt in der neuen Gemeinde über den Status einer Commune déléguée. Der Verwaltungssitz befindet sich im Ort Beaumont-Hague.

## Geografie
Vasteville liegt auf der Halbinsel Cotentin in der Landschaft La Hague.
Mit Kiefern bewachsene Dünen erstrecken sich auf rund 600 Hektar. Sie sind Bestandteil des sich zwischen Siouville-Hague und Vauville erstreckenden Dünenmassivs.
Angrenzende Gemeinden waren Biville, Sainte-Croix-Hague, Acqueville, Teurthéville-Hague und Héauville.

## Toponymie
Siehe Le Vast, auch auf der Halbinsel Cotentin.

## Sehenswürdigkeiten
- Die Kirche Notre-Dame aus dem 13. Jahrhundert enthält ein vorspringendes Eingangstor, einen gotischen Turm und Pfeiler mit Kapitellen und verfügt über ein Kirchenschiff mit fünf Feldern. Das Gewölbe wurde 1922 renoviert, die Kirchenfenster sind jünger, weil sie nach dem Zweiten Weltkrieg eingebaut wurden. Die Kirche hat ebenfalls zwei denkmalgeschützte Statuen:
  - eine Jungfrau über dem Eingangstor
  - eine betende Heilige

Fünf Basreliefe stellen das Abendmahl und die vier Evangelisten dar.
Draußen ist ein Spitzbogen zu sehen. Es handelt sich um den Überrest eines kleinen Tores.
- Das Gutshaus von Toutfresville aus dem 16. und 17. Jahrhundert wurde in die Liste der historischen Denkmäler aufgenommen. Es hat eine Kapelle und einen Taubenschlag, der als Verteidigungsturm diente.
- Die Kapelle Sainte-Madelaine wird heute nicht mehr benutzt. Sie steht neben dem Gutshaus von Toutfresville und wurde 1570 erbaut. Der Überlieferung nach wurde eine junge Frau namens Madelaine nach einem Schiffbruch tot gefunden. Die Kapelle wurde gebaut, wo sie begraben wurde[3].

## Persönlichkeiten
- Jean Fleury (1816–1894), in Vasteville geboren, regionalistischer Schriftsteller, ebenfalls Lektor an der Universität Sankt Petersburg.